# Verband der Motorjournalisten
Der Verband der Motorjournalisten e. V. (VdM) ist eine Berufsorganisation für Motor- und Mobilitätsjournalisten. Er wurde am 16. Oktober 1952 gegründet und hat seinen Sitz in Berlin.
Der VdM ist heute europaweit die größte berufsständische Organisation für Motorjournalisten aller Medien und im Kommunikationsbereich von Automobil- und Zulieferindustrie Beschäftigten. Er möchte seine Mitglieder im Sinne des Kodex des Deutschen Presserates vertreten und Stellung zu berufsständischen Themen des Motor- und Mobilitätsjournalismus und zu aktuellen Themen aus Automobilwirtschaft, der Verkehrssicherheit und Verkehrspolitik beziehen.

## Aufgaben
Ziel des Verbands ist, die Arbeitsbedingungen für  Motorjournalisten zu verbessern sowie die Kommunikation zwischen Automobilindustrie, Wissenschaft und Forschung einerseits und den Journalisten andererseits zu fördern. Weitere Aufgaben und Ziele sind die fachliche Weiterbildung der Verbandsmitglieder und die Förderung des journalistischen Nachwuchses. Der Verband wacht über die ehrenhafte Berufsausübung seiner Mitglieder, arbeitet mit gleichartigen Vereinigungen des In- und Auslandes zusammen und fördert die berufsständische Fürsorgeeinrichtung, die allen in Not geratenen Motor- und Verkehrsjournalisten zur Verfügung steht.

## Struktur
Der Verband ist in sechs Regionalkreise gegliedert.
Die Jahrestreffen der VdM-Mitglieder finden an wechselnden Orten in Deutschland statt: Fester Bestandteil sind jeweils die Jahreshauptversammlungen des VdM und der Fürsorgeeinrichtung sowie der Festakt zur Verleihung des „Goldenen VdM-Dieselrings“. In der Regel ist ein Fachkongress zu aktuellen Branchenthemen in die Tagung integriert.

## Mitglieder
Dem Verband gehören zurzeit rund 430 Mitglieder an. Ordentliche Mitglieder können laut Satzung werden: „Personen, die sich professionell mit Motor- und/oder Mobilitätsthemen befassen und diese in Druck- oder elektronischen Medien veröffentlichen sowie Mitarbeiter themenbezogener Pressestellen.“ Für Personen, die Interesse an der Thematik haben, aber die Kriterien für eine ordentliche Mitgliedschaft nicht erfüllen, gibt es eine korrespondierende Mitgliedschaft. Eine Fördermitgliedschaft steht natürlichen und juristischen Personen des privaten und des öffentlichen Rechts offen, die mit dem Motor- oder Verkehrsjournalismus direkt oder indirekt in Verbindung stehen oder aus sonstigen Gründen die Aufgaben und Ziele des Verbandes unterstützen.
Geleitet wird der Verband von einem vierköpfigen Vorstand (Vorsitzender, geschäftsführender Vorsitzender, Schatzmeister und Schriftführer). Erweitert wird dieses Gremium zum Gesamtvorstand, dem auch die Leiter der sechs Regionalkreise sowie der Vorsitzende der Fürsorgeeinrichtung des Verbandes gehören. Die Arbeit wird in allen Fällen ehrenamtlich geleistet.

## Verbandspublikationen
Motorjournalist ist der Name für die Publikationen des Verbandes. Die erste Ausgabe der Zeitschrift erschien im März 1953 unter dem Namen Der Motolist. Ein Jahr später erhielt sie ihren heutigen Namen. Das Magazin erschien als reines Printmedium bis 2016 im dreimonatlichen Rhythmus und wurde dann durch die Website motorjournalist.de und eine jährliche Printedition ersetzt. Die  Verbandspublikationen enthalten unter anderem Beiträge zu technischen Neuheiten und Aspekten der Verkehrssicherheit, behandeln berufsständische Themen und die Personalien der Branche. Die Printausgabe erscheint jährlich anlässlich des Fachkongresses, der einen Tag vor der Jahreshauptversammlung stattfindet.

## Ehrungen

### Dieselring
Als einer der ältesten und begehrtesten Verkehrssicherheitspreise gilt der seit 1955 verliehene Goldene Dieselring. Die Bezeichnung des aus massivem Gold gefertigten Rings geht auf einen Stahlsplitter zurück, der vom ersten Versuchsmotor Rudolf Diesels aus dem Jahre 1893/1895 abgetrennt wurde. Er ging als Geschenk an den Verband der Motorjournalisten zu dem Zweck, ihn in einen Ring einzuarbeiten, „der alljährlich derjenigen Persönlichkeit verliehen werden soll, die sich um die Hebung der Verkehrssicherheit oder die Minderung von Unfallfolgen besondere Verdienste erworben hat.“

### Johny-Rozendaal-Uhr
Mit der Johny-Rozendaal-Uhr ehrt der Verband jährlich eine Persönlichkeit für besondere Verdienste um den Motorjournalismus. Der Preis wird seit 1959 vergeben, sein Name geht auf den Niederländer Johny Rozendaal (1877–1955) zurück, einen der ersten Motorjournalisten und Protagonist der Aussöhnung zwischen Deutschen und Niederländern nach dem Zweiten Weltkrieg. Rozendaals Witwe Frieda stiftete dem VdM die goldene Taschenuhr aus dem Nachlass ihres Mannes mit der Bitte, sie regelmäßig einem Motorjournalisten zu verleihen, der sich besondere Verdienste um diese Sparte des Journalismus erworben hat; eine Verbandszugehörigkeit ist und war keine Bedingung.

## Fürsorgeeinrichtung des VdM e. V.
Der eigenständige Verein „Fürsorgeeinrichtung des VdM e. V.“ wurde gegründet, um  bedürftige Motorjournalisten oder deren Hinterbliebene zu unterstützen. Dies geschieht im Bedarfsfall ohne Rücksicht auf deren Zugehörigkeit zum VdM. Sitz des Vereins ist Ulm.